# Helmut Wolff (Künstler)
Helmut Wolff (* 9. April 1932 in Mainz-Laubenheim; † 14. Januar 2015 in Berlin) war ein deutscher bildender Künstler.

## Leben
Wolff studierte von 1951 bis 1957 an der Hochschule für Bildende Künste in Berlin, wo er Meisterschüler bei Hans Uhlmann war. 1958 nahm er am internationalen Wettbewerb für ein Mahnmal in Auschwitz teil; in der Jury u. a. Henry Moore. Unter 426 Entwürfen aus 36 Ländern wurde er als einziger Deutscher für die besten sieben Entwürfe ausgewählt. 1959 war er Stipendiat der Berliner Akademie der Künste in der Villa Massimo (Rom). Im selben Jahr erhielt er ein Stipendium des Kulturkreises im Bundesverband der Deutschen Industrie.
1966 war er Assistent an der Technischen Universität Berlin, Architekturabteilung – Plastisches Gestalten. Von 1979 bis 1981 lehrte Wolff Kunsterziehung am Droste-Hülshoff-Gymnasium in Berlin-Zehlendorf. In den Jahren 1983/1984 war er Dozent am Oberlin-Seminar, Fachhochschule für Erzieher in Berlin-Grunewald.
Wolff lebte als freischaffender Maler und Bildhauer in Berlin-Charlottenburg. 1991 richtete er ein zweites Atelier in der Bretagne ein. Er verstarb am 14. Januar 2015 in Berlin.

## Ausstellungsbeteiligungen und Auftragsarbeiten
- 1957 Berlin, Interbau
- 1958 Paris, Unesco. Sieben ausgewählte Entwürfe im internationalen Wettbewerb für ein Mahnmal in Auschwitz
- 1959 Regensburg, Ars Viva
- 1960 Würzburg, Ars Viva
- 1961 Antwerpen, 6. Biennale Middelheim, Deutscher Künstlerbund
- 1962 Deutscher Kunstrat, Skulptur in Deutschland ab 1950, Berlin, Galerie S, Skulptur im Freien
- 1963 Frankfurt/Main, Galerie Appel, Plastik 2
- 1962/1964 Mitarbeit an den Architekturplastiken des Jugendgästehauses des Senats Berlin
- 1965 Eingangsgestaltung der Städtischen Bücherei Berlin-Reinickendorf
- 1978 Pfeilergestaltung der Reichssportfeld-Brücke am Berliner Olympiastadion sowie Rückschau Studienaufenthalt als Meisterschüler in der Villa Massimo in Rom, Staatliche Kunsthalle Baden-Baden
- 1979 Rückschau Villa Massimo, Saarland-Museum in Saarbrücken und Staatliche Kunsthalle Berlin sowie Staatliche Kunstsammlung Kassel
- 1979/1980 Geländer- und Postamentgestaltung Olympische Brücke Berlin
- 1980 Freie Berliner Kunstausstellung Berlin
- 1983/1995 Freie Berliner Kunstausstellung (wechselnde Ausstellung verschiedener Plastiken und Gemälde)
- 2000 Auftrag für Entwürfe von zwei figürlichen Stahlplastiken (6 m × 4 m) der Hohenzollerndammbrücke in Berlin